# Hura polyandra
Hura polyandra, llamado comúnmente habillo, es una especie perteneciente a la familia Euphorbiaceae. El látex y las semillas de esta especie son sumamente tóxicas, pudiendo producir la muerte.

## Descripción
Es un árbol de hasta 20 m de alto, con un diámetro de hasta 70 cm, el tronco es derecho, cuando joven presenta numerosas espinas muy agudas que salen de cojines circulares; copa amplia con ramas gruesas horizontales y las ramillas colgantes con las hojas péndulas por los largos pecíolos. La corteza externa es lisa con abundantes espinas cuando joven, cuando vieja se torna muy escamosa y marcadamente fisurada, frecuentemente se desprenden en tablillas, es gris pardusca. La corteza interna es de color crema, con abundante exudado cremoso. Las ramas jóvenes presentan abundantes lenticelas protuberantes y numerosas marcas lineares de cicatrices de hojas y estipulas caídas, presenta numerosas espinas. Presenta hojas simples alternas, dispuestas en espiral, coriáceas; la lámina de la hojas mide 9 x 9.5 a 17 x 16 cm, anchamente ovadas a orbiculares, el margen es dentado, ápice acuminado, base cordada; el color de la hoja es verde amarillento en ambos lados, glabras con dos grandes glándulas en la base de la hoja; nervación paralela, prominente en el envés; pedicelos de 7 a 17 cm de largo, glabros. Esta es una especie monoica, presenta espigas masculinas axilares, de 12 a 16 cm de largo, con el eje hueco, glabro; las flores son actinomorfas de 1 a 1.5 cm de largo, consistentes en un eje estrechamente cónico con numerosas anteras blancas, sésiles. Las flores femeninas son solitarias, axilares en pedúnculos de 1.5 cm, zigomorfas, de 6 a 7 cm de largo; perianto anular rudimentario; ovario supero, multilocular; lóculos uniovulares glabro, terminado en un estilo grueso y carnoso hueco en la parte superior, con numerosos estigmas radiales carnosos. Las inflorescencias masculinas y las flores femeninas se producen en una misma axila, y se abre primero la flor femenina. Los frutos son cápsula ca. 5 x 10 cm de diámetro, comprimidas, multivalvada, lignificada cuando madura, morena, cubierta por abundantes lenticelas circulares pálidas, erectas. Cuando se expone a la desecación al sol, es violentamente dehiscente, y se parte en numerosas valvas, que corresponden a cada lóbulo, estos contienen una semilla en forma de moneda, de 3 cm de diámetro y hasta 1 cm de grueso, color moreno parduzco con ornamentaciones.

## Distribución y hábitat
En México: vertiente de Golfo desde el sureste de San Luis Potosí y norte de Veracruz al este de Puebla hasta el sur de Tabasco, en el norte de la península de Yucatán y el norte de Quintana Roo; y las vertientes del Pacífico desde Sinaloa hasta la Depresión Centra y el norte de Chiapas. Guatemala, Honduras, El Salvador y Costa Rica. Forma parte de selvas medianas subcaducifolias y caducifolias, en zonas donde hay periodos de sequía bien definidos y largos.

## Usos
Como cerca viva para delimitar linderos de terrenos, ya que es una planta reputada como venenosa. En algunas zonas la madera se ha utilizado para construcciones porque es de buena calidad, pero no es muy elegida por los carpinteros ya que algunos se quejan de que el aserrín que produce les provoca molestias en las vías respiratorias y en los ojos. Las semillas poseen propiedades purgativas violentas.

## Nombres comunes
Algunos de sus nombres comunes son: 

Habillo, Jabilla, Haba de San Ingacio; Ovillo, Palo villa (Oaxaca); K’an tulal (tzeltal, Chiapas).